# Вторгнення Іраку в Кувейт
Вторгнення Іраку в Кувейт, кодова назва Проект 17 почалося 2 серпня 1990 року. Іракська армія захопила Кувейт без довготривалих бойових дій, за 2 дні. Кувейт було анексовано і приєднано до Іраку на правах 19-ї провінції. За цим вторгненням відбулася операція «Буря в пустелі» міжнародної коаліції, яка завдала військової поразки Іраку і призвела до його тривалої міжнародної ізоляції.

## Передісторія
Влітку 1990 відносини між Іраком і Кувейтом різко загострилися через суперечки навколо ціни на нафту.
30 травня 1990, в останній день саміту глав арабських держав, іракський лідер Саддам Хусейн заявив, що деякі країни Перської затоки стали видобувати нафти більше встановлених ОПЕК квот, внаслідок чого ціна на барель нафти впала до 7 доларів, у той час як обговорена ціна одного бареля нафти становила 18 доларів. Саддам Хусейн зазначив, що падіння ціни кожного бареля всього на один долар означає втрату Іраком 1 млрд доларів щорічно. Це, на його думку, у нинішніх економічних умовах Іраку було рівнозначно «акту війни».
На тій зустрічі Саддам не назвав прямо ті арабські країни, які вели ворожу по відношенню до Іраку політику. Разом з тим він підкреслив, що вже досягнута та стадія, коли вже неможливо більше переносити тиск. Саддам натякнув, що ще можливо знайти взаємоприйнятний вихід, якщо ціну на нафту підняти до 25 доларів за барель.
15 липня міністр закордонних справ Іраку Тарік Азіз направив генеральному секретарю Ліги арабських держав меморандум на 37 сторінках, в якому конкретно звинуватив Кувейт та Об'єднані Арабські Емірати у перевиробництві нафти. Крім того, в цьому документі містилися й інші претензії Іраку до Кувейту. Зокрема, з питання боргу Іраку Кувейту Азіз висловився таким чином, що борг є «допомогою» Кувейту Іраку в роки війни з Іраном і тому не повинен розглядатися як «борг», а навпаки, має бути анульований.
Азіз звинуватив Кувейт у тому, що за період з 1980 по 1990 роки останній перекачав нафти на суму 2,4 млрд доларів з іракського нафтового басейну Румайла. Такі дії Кувейту рівнозначні «акту війни» відносно Іраку, націленої на «приведення іракської економіки до стану колапсу».
17 липня 1990 Саддам Хусейн виступив з промовою, в якій заявив, що арабські країни Перської затоки вступили в антиіракську змову з метою утримання під контролем цін на нафту. Наступного дня Саддам знову звинуватив Кувейт в тому, що він незаконно видобуває нафту з спірного району нафтовидобутку Румайла на ірако-кувейтського кордоні, хоча деякі іракські джерела вказували, що Саддам Хусейн уже ухвалив рішення напасти на Кувейт за кілька місяців до фактичного вторгнення, і розмістив там свої військові пости. Кувейт своєю чергою виступив зі звинуваченнями на адресу Іраку в окупації прикордонних районів своєї країни і незаконній експлуатації одного з нафтових полів.
24 липня президент Єгипту Хосні Мубарак як посередник відвідав Кувейт, Ірак, Саудівську Аравію і 25 липня оголосив про згоду Іраку і Кувейту сісти за стіл переговорів. Проте, погодившись на переговори з Кувейтом, Ірак зовсім не збирався відмовлятися від застосування сили. 24 липня в південні, що межують з Кувейтом, області були перекинуті 30 тисяч вояків і 200 танків, а через тиждень чисельність багдадських військ у цьому районі досягла 100 тисяч чоловік.
1 серпня 1990 в Джидді (Саудівська Аравія) почалися ірако-кувейтські переговори, але через дві години вони були перервані. Багдад висунув на них ряд відверто нездійсненних вимог на адресу Кувейту, сподіваючись, що останній «відкупиться» від них. Кувейт відхилив вимоги про грошовий «викуп» та територіальні поступки.

## Вторгнення

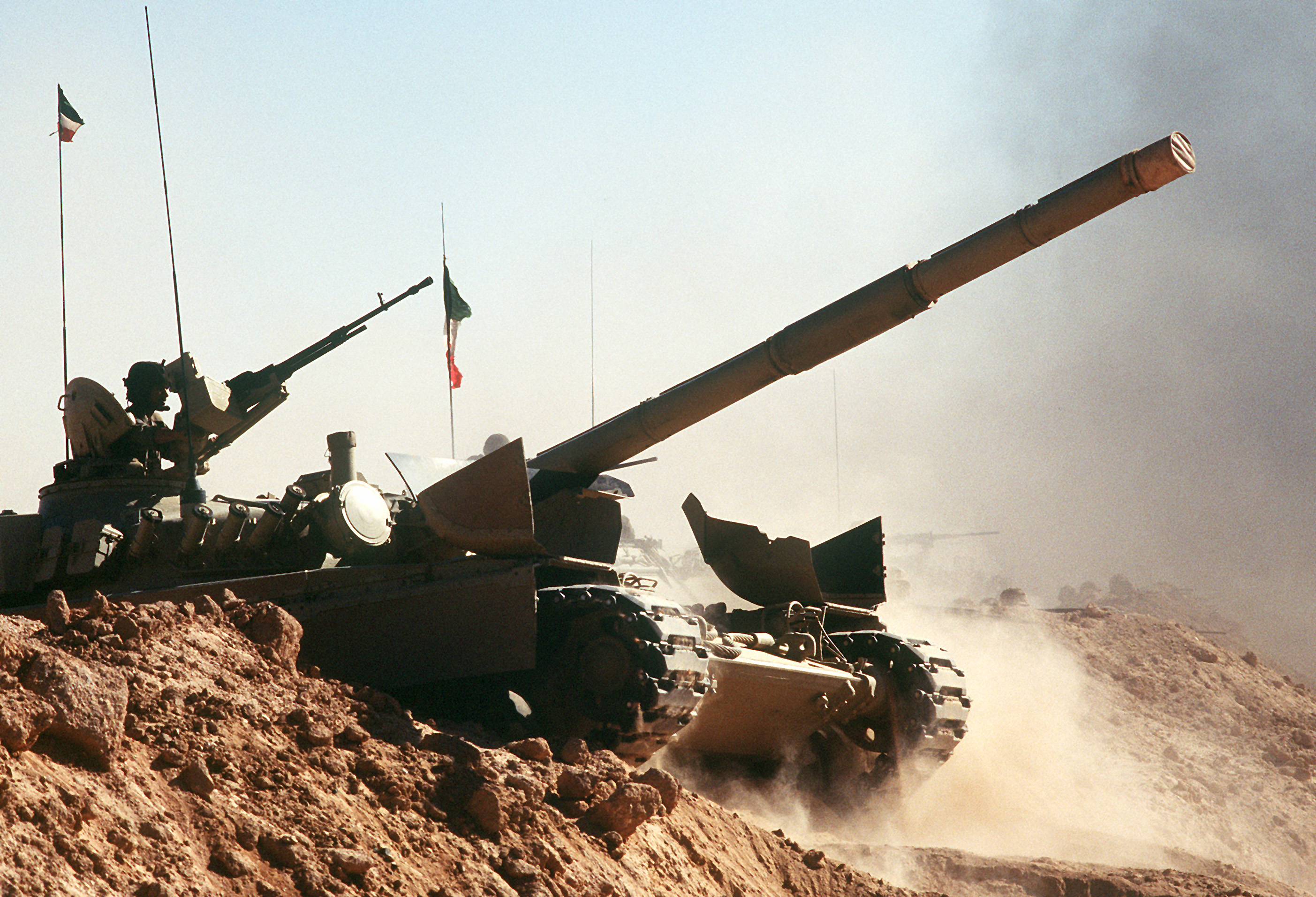
Кувейтський танк M-84 під час операції «Щит пустелі» в 1990. Кувейт продовжує підтримувати тісні відносини з.

2 серпня 1990 о 2.00 за місцевим часом Ірак вторгся в Кувейт. За західними оцінками, сили вторгнення Іраку становили 120 тисяч чоловік і 350 танків. На кінець дня практично вся територія країни опинилася під контролем іракських військ. З 950 нафтових свердловин у Кувейті іракці підпалили близько 600, ними були пошкоджені нафтопроводи, насосні станції, нафтові термінали, всі основні нафтопереробні комплекси.
Влада в захопленому Кувейті була передана ставленикові Багдада полковнику Ала Хуссейну Алі, що очолив «Вільний тимчасовий уряд Кувейту».
8 серпня «Вільний тимчасовий уряд Кувейту» звернувся до Хусейна з проханням: «Кувейт повинен повернутися в лоно батьківщини — великого Іраку». Це «прохання» була задоволене, і Ірак оголосив про включення Кувейту до складу країни на правах дев'ятнадцятої провінції.

## Світова реакція
Агресія Іраку проти Кувейту з засудженням була сприйнята в усьому світі. 2 серпня Рада Безпеки ООН прийняла резолюцію № 660, у якій засудила іракське вторгнення в Кувейт і зажадала «негайно і без жодних попередніх умов» вивести всі іракські війська з Кувейту. Рада Безпеки ООН закликала сторони розпочати «негайні, інтенсивні переговори для вирішення наявних між ними розходжень».
Економічні санкції щодо Іраку були введені 6 серпня 1990 відповідно до резолюції Ради Безпеки ООН № 661. РБ ООН постановив, що всі держави повинні заборонити імпорт з Іраку, перешкодити передачі йому зброї та військового обладнання, а також фінансової та економічної допомоги. Для повного припинення морських торгових зв'язків із Іраком 25 серпня 1990 РБ ООН прийняла резолюцію № 665, а 25 вересня 1990 схвалив резолюцію № 670 про введення проти Іраку повітряного ембарго, що передбачає заборону на перевезення в Ірак будь-яких вантажів, крім харчових продуктів і гуманітарної допомоги.
За пропозицією США РБ ООН 29 листопада 1990 резолюцією № 678 дозволив застосування проти Іраку військової сили для звільнення Кувейту. Ліга арабських держав, Західноєвропейський союз, Альянс (НАТО), Рада співробітництва арабських держав Перської затоки (РСАДПЗ) підтримали рішення про застосування військової сили їх членами на індивідуальній основі.
СРСР підтвердив всі санкції ООН, виступив за використання її органів у вирішенні конфлікту, зокрема військово-штабного комітету, але зробив наголос на необхідності вирішення конфлікту політичними засобами.

## Звільнення Кувейту
У січні 1991 коаліція на чолі США з санкції ООН почала операцію з витіснення іракських військ з території Кувейту (операція «Буря в пустелі»). Війна завершилася в лютому того ж року перемогою сил коаліції, Кувейт був звільнений від іракських військ з відновленням незалежності.